# Стеклянная Радица
Стеклянная Ра́дица — посёлок в Брянском районе Брянской области, административный центр Стекляннорадицкого сельского поселения. Расположен на реке Радице, в 10 км от северо-восточной окраины города Брянска (прямая дорога отсутствует, расстояние по шоссейным дорогам — 49,8 км). Население — 1326 человек (2010).
В посёлке имеется школа, ФАП, дом культуры, администрация, отделение связи, сельская библиотека, несколько магазинов.

## История
Впервые упоминается в конце 1760-х гг. как деревня Радицы Брянского уезда, проданная С. М. Безобразовым Авдотье Ивановне Мальцовой, переведшей сюда свою стекольную фабрику из села Радутино. Отсюда возникло название Стеклянная Гута; с первой половины XIX века — Радицкая Гута; с середины XIX века — слобода Радица; современное название с 1870-х гг. Входила в приход села Батогово (ныне Лесное); с 1881 — приходское село с храмом Святителя Николая (не сохранился).
С 1861 по 1924 год состояло в Любохонской волости Брянского (с 1921 — Бежицкого) уезда. В 1872 году на средства С. И. Мальцова была открыта школа грамоты, позже преобразованная в земское училище, крупнейшее в уезде. Железнодорожная станция (Пунка) с 1877. К началу XX века — крупный рабочий посёлок, один из центров революционного движения.
С 1924 года в Бежицкой волости; в 1925 Брянским Губпланом было принято решение о причислении посёлка к городу Брянску, оставшееся неисполненным. В первой половине XX века здесь работала фосфоритная мельница. С 1929 года в Брянском районе.